# مرکز انتقال نفت تنگ فنی
مرکز انتقال نفت تنگ فنی یا تلمبه‌خانه تنگ فنی مهم‌ترین واحد پمپاژ نفت و فراورده‌های نفتی، در میان ۱۷۵ واحد پمپاژ مواد نفتی در ایران است. این مرکز در جنوب شرقی شهرستان پلدختر واقع است و جزء نقاط استراتژیک خطوط انتقال نفت ایران است

## مشخصات
این مرکز در سمت غربی رشته کوه زاگرس و در حدود ۲۰ کیلومتری جنوب پل دختر قرار گرفته‌است. مرکز انتقال نفت تنگ فنی در سال ۱۳۳۸ و در زمینی به مساحت ۱۸ هزار متر مربع در ارتفاع ۵۸۲ متری از سطح دریا تأسیس شد.
در سال ۱۳۸۹ طرح گازرسانی به این مرکز افتتاح شد.

## وظایف
این مرکز که دومین تلمبه خانه خاورمیانه است نفت پالایشگاه تهران، پالایشگاه اراک و پالایشگاه کرمانشاه را تأمین می‌کند. این مرکز روزانه ۶۰۰ هزار بشکه نفت خام و فراورده‌های نفتی را از طریق مراکز انتقال نفت منطقه لرستان به این پالایشگاه‌ها منتقل می‌کند.
این مرکز نفت‌خام را از مرکز انتقال نفت شهید زنگنه (سبزآب) منطقه خوزستان دریافت و آن را به مرکز انتقال نفت آسار پمپاژ می‌کند. همچنین دریافت فراورده از مرکز انتقال نفت بیدرویه (منطقه خوزستان) و انتقال آن به مرکز انتقال نفت پل باباحسین از دیگر وظایف این مرکز است.

## بمباران در زمان جنگ
این مرکز به دلیل اهمیت بسیار زیادش، در زمان جنگ ایران و عراق بارها توسط جنگنده‌های عراقی بمباران شد. این مرکز مورد ۵۲ حمله مستقیم و ۱۲ بمباران مؤثر قرار گرفت که در جریان این حملات ۱۸ نفر در این مرکز جان باختند. آخرین حمله هوایی عراق به ایران که پس از پذیرش قطعنامه صورت گرفت به این مرکز انتقال نفت بود.